# Estación de Cité Universitaire
La estación de Cité Universitaire es una estación ferroviaria de la línea B del RER situada en el 14º distrito de París en el parque Montsouris junto a la Ciudad Internacional Universitaria de París.
Ofrece una conexión con la línea T3 del tranvía de París.

## Historia
La estación fue inaugurada en 1846 por la Compagnie du Paris-Orléans con la puesta en marcha de la línea de Sceaux. Con la llegada de la línea de la Petite Ceinture la estación se renombró a Sceaux-Petite Ceinture, ya que ofrecía una conexión esta línea circular que rodeba la ciudad. Fue reformada y reconstruida poco antes de la cesión de la línea de Sceaux a la Compañía del Metropolitano de París en 1938.
Al cerrar la línea de la Petite Ceinture se cambió la denominación de la estación por la actual, haciendo referencia a la Ciudad universitaria, que se encuentra en el entorno de la estación. En 1977 se integró en la línea B del RER configurándose como parte del ramal B1.
Desde el 16 de diciembre de 2006 enlaza con el renacido tranvía parisino. Situándose la estación del tranvía en superficie junto a la entrada de la estación RER en el bulevar Jourdan.

## Descripción
La estación se encuentra encajada en una trinchera excavada en el propio parque Montsouris. Se compone de dos vías y de dos andenes laterales curvados y cubiertos de forma individual. Sus paredes revestidas de azules de color naranja recuerdan más al diseño de alguna estación de metro que al propio RER.